# جوزپه پاتروکو
جوزپه پاتروکو (انگلیسی: Giuseppe Patrucco؛ زادهٔ ۴ فوریهٔ ۱۹۳۲) بازیکن فوتبال اهل ایتالیا است.
از باشگاه‌هایی که در آن بازی کرده‌است می‌توان به باشگاه فوتبال جنوآ، باشگاه فوتبال مونتسا، باشگاه فوتبال یوونتوس، و باشگاه فوتبال پارما اشاره کرد.